# Arractocetus nipponicus
Arractocetus nipponicus is een keversoort uit de familie Lymexylidae. De wetenschappelijke naam van de soort is voor het eerst geldig gepubliceerd in 1985 door Nakane.